# Brandon Jay McLaren
Brandon Jay McLaren (Vancouver, 3 juli 1981) is een Canadees acteur, filmproducent en scenarioschrijver.

## Biografie
McLaren werd geboren in Vancouver bij ouders die oorspronkelijk uit Grenada en Trinidad komen. Hij doorliep de highschool aan de Johnston Heights Secondary School in Surrey. Hierna haalde hij zijn bachelor in menselijke biologie aan de State University of New York in Albany (New York). 
McLaren begon in 2003 met acteren in de televisieserie Just Cause, waarna hij nog meerdere rollen speelde in televisieseries en films. Hij is vooral bekend van zijn rol als Jack Landors / Red SPD Ranger in de televisieserie Power Rangers: S.P.D. waar hij in 38 afleveringen speelde (2005), en van zijn rol als Dale Jakes in de televisieserie Graceland waar hij in 38 afleveringen speelde (2013-2015). 

## Filmografie

### Films
Uitgezonderd korte films.
- 2020 Marry Me This Christmas - als Daniel English
- 2016 The Jury - als Jared
- 2015 Almost Anything - als Will
- 2015 Romantically Speaking - als Dave
- 2013 Plush - als Butch Hopkins
- 2012 Dead Before Dawn 3D - als Dazzle Darlington
- 2011 17th Precinct - als Andres Lopez
- 2011 Three Inches - als Macklin Sportello
- 2011 Normal - als Nate Henry
- 2010 Betwixt - als Decker
- 2010 Messages Deleted - als onnozele hals
- 2010 Hard Ride to Hell - als Dirk
- 2010 Tucker and Dale vs. Evil - als Jason
- 2009 Revolution - als Trent
- 2009 Cole - als Clay
- 2009 Love Happens - als Mohawk
- 2009 Dr. Dolittle Million Dollar Mutts - als Brandon Turner
- 2009 Ratko: The Dictator's Son - als Juwann
- 2008 Troglodyte - als Drew
- 2008 Yeti: Curse of the Snow Demon - als Rice
- 2008 Vice - als chauffeur van bende
- 2008 Love Sick: Secrets of a Sex Addict - als Gabriel
- 2007 Scar - als Howard
- 2007 Hybrid - als Ashmore
- 2006 She's the Man - als Toby
- 2004 Perfect Romance - als lompe student
- 2004 Scooby-Doo 2: Monsters Unleashed - als  skater
- 2003 D.C. Sniper: 23 Days of Fear - als ooggetuige

### Televisieseries
Uitgezonderd eenmalige gastrollen.
- 2024 The Cleaning Lady - als Jeremy Dolan - 8 afl.
- 2022-2023 Snowfall - als Buckley - 14 afl.
- 2021-2023 The Rookie - als Elijah Stone - 11 afl.
- 2022 Everything's Trash - als Hamilton Hayes - 6 afl.
- 2021 Turner & Hooch - als Xavier Watkins - 12 afl.
- 2021 Firefly Lane - als Travis - 6 afl.
- 2017-2019 Ransom - als Oliver Yates - 39 afl.
- 2018 UnREAL - als dr. Simon - 10 afl.
- 2016 Slasher - als Dylan Bennett - 8 afl.
- 2016 Chicago Fire - als Danny Booker - 3 afl.
- 2015 Girlfriends' Guide to Divorce - als Marco - 7 afl.
- 2013-2015 Graceland - als Dale Jakes - 38 afl.
- 2012 Falling Skies - als Jamil Dexter - 6 afl.
- 2011-2012 The Killing - als Bennet Ahmed - 12 afl.
- 2010-2011 Being Erica - als Lenin - 16 afl.
- 2009 Harper's Island - als Danny Brooks - 13 afl.
- 2007-2009 The Best Years - als Devon Sylver - 14 afl.
- 2005 Power Rangers: S.P.D. - als Jack Landors / Red SPD Ranger - 38 afl.
- 2004 The Days - als Trey Morgan - 5 afl.

### Filmproducent
- 2015 Almost Anything - film
- 2011 Two Knots - korte film

### Scenarioschrijver
- 2015 Almost Anything - film

- Biblioteca Nacional de España: XX5013980
- International Standard Name Identifier: 0000 0001 0755 803X
- Library of Congress Control Number: no2014087521
- Virtual International Authority File: 160187430
- WorldCat: E39PBJmp8FF4Y3k79mTcwVMdcP